# Juri Judt
Juri Judt (Qarağandı, 24 juli 1986) is een Duits voetballer (middenvelder) die sinds 2012 voor RB Leipzig uitkomt. Voordien speelde hij voor 1. FC Nürnberg en SpVgg Greuther Fürth.
Judt speelde in 2007 vier wedstrijden voor de U-21 van Duitsland.